# Takydromus kuehnei
Takydromus kuehnei är en ödleart som beskrevs av  Van Denburgh 1909. Takydromus kuehnei ingår i släktet Takydromus och familjen lacertider. IUCN kategoriserar arten globalt som livskraftig.

## Underarter
Arten delas in i följande underarter:
- T. k. kuehnei
- T. k. vietnamensis